# Превалле
Превалле (итал. Prevalle) — коммуна в Италии, в провинции Брешиа области Ломбардия.
Население составляет 5838 человек (на 2004 г.), плотность населения составляет 566 чел./км². Занимает площадь 9 км². Почтовый индекс — 25080. Телефонный код — 030.
Покровителем коммуны почитается святой архангел Михаил, празднование 29 сентября.